# سيلفي غولار
سيلفي غولار  (بالفرنسية: Sylvie Goulard)‏ (ولدت: 6 ديسمبر 1964 في مرسيليا) سياسية فرنسية، ومؤلفة للعديد من الكتب حول بنية وعمل الاتحاد الأوروبي. انتخبت كمستشارة سابقة لرومانو برودي رئيس المفوضية الأوروبية عن المنطقة الغربية من فرنسا في الانتخابات الأوروبية في العام 2009 وأُعيد انتخابها في العام 2014. هي عضو تحالف الليبراليين والديمقراطيين من أجل أوروبا. تم تعيينها وزيرة للقوات المسلحة الفرنسية في حكومة إدوارد فيليب 17 أيار 2017.

## بعد الانتخابات الرئاسية الفرنسية 2017
بعد الانتخابات الرئاسية الفرنسية 2017 في 17 أيار / مايو 2017 عُينت وزيرة للقوات المسلحة الفرنسية في حكومة إدوار فيليب، في عهد الرئيس إيمانويل ماكرون.